# Maria, Hilfe der Christen (Neustrelitz)

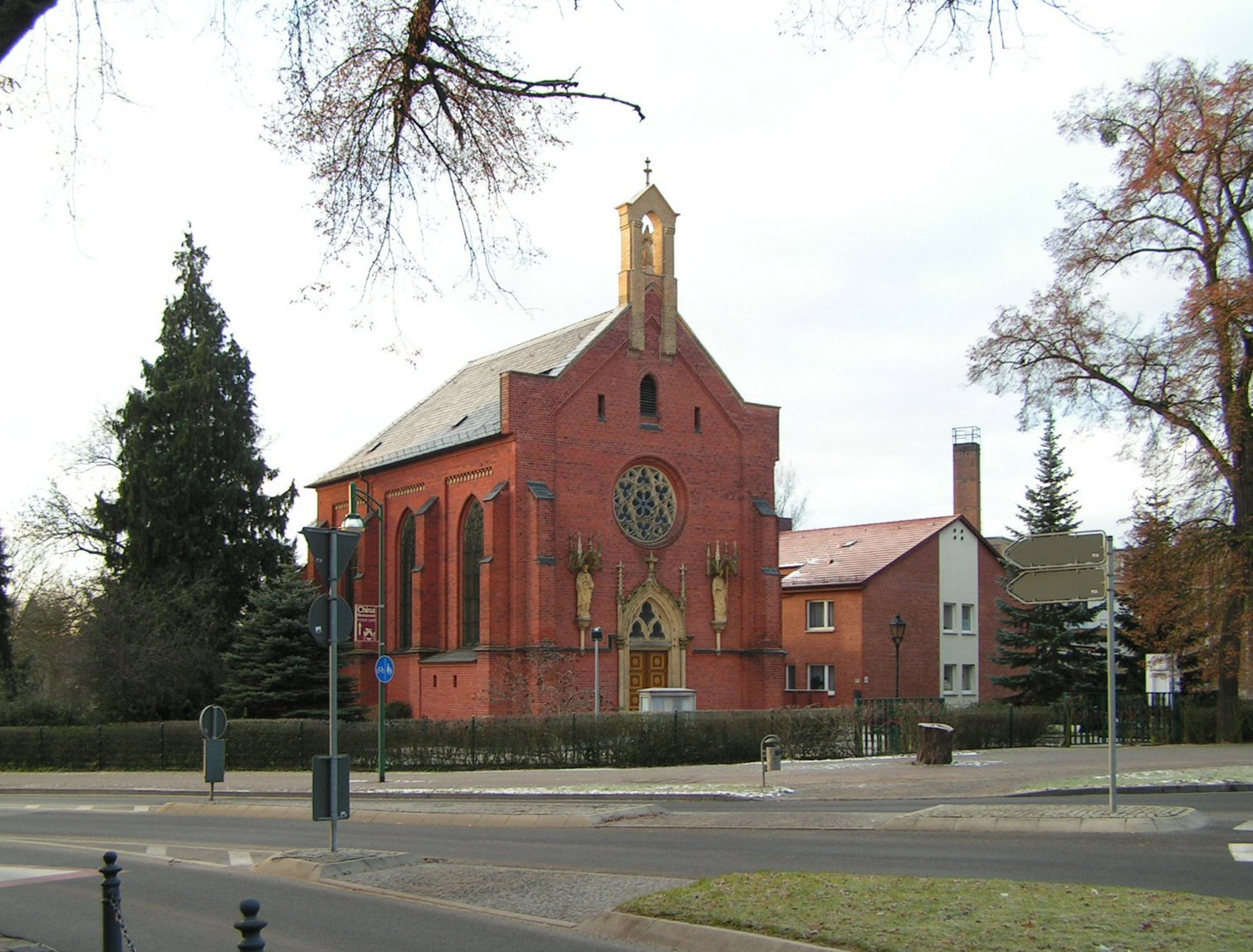

Die katholische Kirche Maria, Hilfe der Christen in Neustrelitz (Mecklenburg-Vorpommern), Am Tiergarten 2, stammt von 1875. Das Gebäude steht unter Denkmalschutz.

## Geschichte
Ab 1824 wurde durch einen Priester aus Berlin für die etwa 75 Katholiken (viele davon Saisonarbeiter aus Polen) der 1732 erstmals erwähnten Residenzstadt Neustrelitz zweimal jährlich die Heilige Messe gefeiert. Neustrelitz ist seit 1924 Missionspfarrei und seit 1968 katholische Pfarrei.
Die verklinkerte, historisierende neogotische Kirche wurde von 1871 bis 1875 erbaut. Mit ihrer östlichen eingerückten Apsis, dem Seitenaltar links neben dem 5/8-Chor, der westlichen Rosette und einem Giebeltürmchen entspricht sie den Plänen des großherzoglichen Landbaumeisters Carl Rahne.
Der westliche Haupteingang hat zwei Türen mit vier quadratischen, nach außen erhabenen Feldern je Tür. Als Figuren sind zu finden: gemarterter Jesus Christus, Petrus, Paulus, Bonifatius (Winfried), der heilige Nepomuk und der heilige Xaver. Der Altarraum wurde 1961 umgestaltet, die Kirche 2017 saniert.
Die Orgel auf der Empore mit 12 Registern auf zwei Manualen und Pedal, mit Kegelladen, pneumatischer Spiel- und mechanischer Registertraktur wurde 1879 von der Fa. Barnim Grüneberg (Stettin) erbaut.
Ein bekannter Priester war Hans-Hermann Breuer (1900–1971), 1923–1925 Kaplan.
Bei der Kirche steht das Denkmal für den 1944 hingerichteten Neustrelitzer Pfarrer Bernhard Schwentner (1891–1944).